# 裕溪口区
裕溪口区，中国旧区名，属安徽省芜湖市。

## 历史
裕溪镇原属和县。1958年，裕溪镇划归芜湖市，1960年，设立裕溪口区。
1990年，撤销裕溪口区，与四褐山区、郊区合并为鸠江区，原裕溪口区裕溪街道改为鸠江区的裕溪口街道。

## 地理
裕溪口区位于长江左岸裕溪河注入长江处，因而得名裕溪口。
东北靠长江，西北与和县接壤，南以裕溪河为界与无为县交界。全区面积约2.21平方公里。

## 行政区划
裕溪口区撤销前下辖1个街道：裕溪街道，共设5个居民委员会。